# Orimarga (Orimarga) formosicola
Orimarga (Orimarga) formosicola is een tweevleugelige uit de familie steltmuggen (Limoniidae). De soort komt voor in het Oriëntaals gebied.